# Namurien
Stratigraphie
Viséen Westphalien
Le Namurien est une subdivision de l'échelle des temps géologiques, qui regroupe la fin du Mississippien, et le début du Pennsylvanien. Son stratotype est caractérisé par le calcaire que l'on trouve dans la province de Namur, en Belgique.
L’âge namurien remonte à approximativement 326 à 313 millions d’années.  Il est précédé de l’âge viséen (qui correspond au calcaire carbonifère supérieur de Grande-Bretagne) et suivi par l’âge  westphalien (qui correspond aux mesures carbonfères inférieures et moyennes de la Grande-Bretagne). Dans l'Échelle des temps géologiques officielle de la Commission internationale de stratigraphie [ICS], le Namurien chevauche la frontière entre l'époque mississippienne (359-318 millions d’années) et l’époque  pennsylvanienne (318-299 millions d’années).
La partie supérieure de l’époque namurienne (ainsi définie régionalement) correspond à l’époque bashkirienne (définition internationale) tandis que la partie inférieure est affectée à l’époque précédente serpukhovienne. Dans la littérature scientifique de fréquentes références sont faites à une ‘époque namurienne’ ou ‘ série’ namurienne reflétant le statut antérieur de l’époque.